# 1915年オーストラレーシアン選手権
1915年 オーストラレーシアン選手権（1915ねんオーストラレーシアンせんしゅけん、1915 Australasian Championships）に関する記事。オーストラリア・ブリスベン市内にある「ミルトン・テニスクラブ」にて開催。

## 大会の流れ
- 第1次世界大戦が1914年7月28日に勃発し、戦争の影響で各種のスポーツ競技大会は開催中止となった。全豪選手権は1915年の本大会まで実施されたが、戦争のため3年間中断された。
- 1921年まで、全豪選手権の実施競技は男子シングルス・男子ダブルスの2部門のみであった。女子競技の3部門（女子シングルス・女子ダブルス・混合ダブルス）が増設されるのは、1922年からである。
- 初期の全豪選手権のように、外国人出場者が少なかった時期は、地元オーストラリア人選手の国旗表示を省略する。

## 大会経過

### 男子シングルス
準々決勝
- ゴードン・ロウ vs. R・ハイエット　6-3, 6-2, 6-3
- バート・セント・ジョン vs. R・グッドマン　6-3, 6-3, 6-2
- クラリー・トッド vs. W・スミス　6-2, 6-3, 6-2
- ホーレス・ライス vs. F・レンドラム　6-3, 6-2, 6-3

準決勝
- ゴードン・ロウ vs. バート・セント・ジョン　3-6, 6-3, 7-5, 7-5
- ホーレス・ライス vs. クラリー・トッド　4-6, 2-6, 8-6, 6-1, 7-5

## 決勝戦の結果
- 男子シングルス： ゴードン・ロウ vs. ホーレス・ライス　4-6, 6-1, 6-1, 6-4
- 男子ダブルス：ホーレス・ライス＆クラリー・トッド vs.  ゴードン・ロウ＆バート・セント・ジョン　8-6, 6-4, 7-9, 6-3